# Franz Josef Mone
Franz Mone, né le 12 mai 1796, à Mingolsheim près de Bruchsal et mort le 12 mars 1871 à Karlsruhe est un historien, archiviste et archéologue allemand.

## Carrière et publications
Il fréquenta le gymnase de Bruchsal et entra en 1814 à l'université de Heidelberg, où en 1817 il fut nommé maître de conférences (privatdozent) d'histoire. En 1818, il est secrétaire de la bibliothèque universitaire, en 1819 professeur associé, en 1822 professeur ordinaire et en 1825 directeur de la bibliothèque universitaire. De 1827 à 1831, il est professeur à l'Université catholique de Louvain. À son retour dans le pays de Bade, il édite pendant un certain temps le périodique Karlsruher Zeitung ; en 1835, il devient archiviste et directeur des Archives générales de Karlsruhe. En 1850, il est rédacteur en chef de la revue historique Zeitschrift für die Geschichte des Oberrheins. Il prend sa retraite en 1868.

## Publications
Ses travaux sur l'histoire ancienne (Urgeschichte des badischen Landes ; 2 vol., 1845 ; Die gallische Sprache, 1851, et Celtische Forschungen, 1857) ont été critiqués pour leur tendance à faire remonter la plupart des phénomènes à une origine celtique.
Ses ouvrages sur l'histoire littéraire comprennent :
- Einleitung in das Nibelungenlied (Introduction au Nibelungenlied, 1818) ;
- Geschichte des Heidentums im nördlichen Europa (2 vol., 1822-1823) ;
- Otnit (1821) ;
- Quellen und Forschungen zur Geschichte der deutschen Literatur und Sprache (Sources et recherches sur l'histoire de la langue et de la littérature allemandes, 1830)
- Untersuchungen zur Geschichte der deutschen Heldensage (Recherches sur l'histoire des sagas héroïques allemandes, 1836) ;
- Uebersicht der niederländischen Volksliteratur älterer Zeit (1838, Vue d'ensemble de la littérature populaire néerlandaise de l'ancien temps).

Il rédige des articles dans l'Anzeiger für Kunde des deutschen Mittelalters (1835-1839) et attire l'attention sur des sujets inconnus.
Sur l'histoire du théâtre, on a ses éditions de Altdeutsche Schauspiele (1841) et Schauspiele des Mittelalters (2 vol., 1846).
Ses œuvres, Lateinische und griechische Messen (messes latines et grecques, 1850) et Lateinische Hymnen (3 vol., 1853-5), font progresser la connaissance de la liturgie et de la poésie ecclésiastique et proposent des documents liturgiques non publiés ailleurs.
Sur l'histoire de sa région natale, on peut mentionner :
- Badisches Archiv (2 vol., 1826-7) ;
- Quellensammlung der badischen Landesgeschichte (4 vol., 1848-1867) ;
- le deuxième volume de l'Episcopatus Constantiensis de Trudpert Neugart (1862)
- le Zeitschrift für die Geschichte des Oberrheins (Journal de l'histoire du Haut-Rhin ; 21 vol., 1850-1868), fondé par Mone, et dans lequel la plupart des articles de ces premières années provenaient de sa plume. Elle fut poursuivie par la suite par les Archives générales et par la Commission historique de Bade. Dans ses œuvres, l'intérêt économico-historique est toujours au premier plan.

Il était un fervent catholique et participa au conflit politique et ecclésiastique de Bade dans les années 1840, en publiant deux brochures anonymes et agressives, Die katholischen Zustände in Baden (Conditions pour les catholiques de Bade ; 1841-1843).